# (3140) Stellafane
(3140) Stellafane (1983 AO) – planetoida z pasa głównego asteroid okrążająca Słońce w ciągu 5,24 lat w średniej odległości 3,02 au. Odkryta 9 stycznia 1983 roku.